# Aumont-Aubrac
Pour les articles homonymes, voir Aumont et Aubrac (homonymie).
Aumont-Aubrac est une ancienne commune française située dans le département de la Lozère en région Occitanie. En occitan, le village se nomme Autmont. La commune d'Aumont-Aubrac est labellisée Village étape depuis 2002.
Depuis 1er janvier 2017, Aumont-Aubrac fait partie de la commune nouvelle de Peyre en Aubrac avec les anciennes communes de La Chaze-de-Peyre, Fau-de-Peyre, Javols, Sainte-Colombe-de-Peyre et Saint-Sauveur-de-Peyre.

## Géographie

### Communes limitrophes
| Fau-de-Peyre (Peyre en Aubrac)      | Les Bessons                              | Rimeize                  |
| La Chaze-de-Peyre (Peyre en Aubrac) | Aumont-Aubrac                            | Javols (Peyre en Aubrac) |
|                                     | Saint-Sauveur-de-Peyre (Peyre en Aubrac) |                          |

## Toponymie
Du latin « altum montem », haute montagne. Même signification avec Autmont, son nom en occitan.
Elle adopte son nom actuel en 1937.

## Histoire

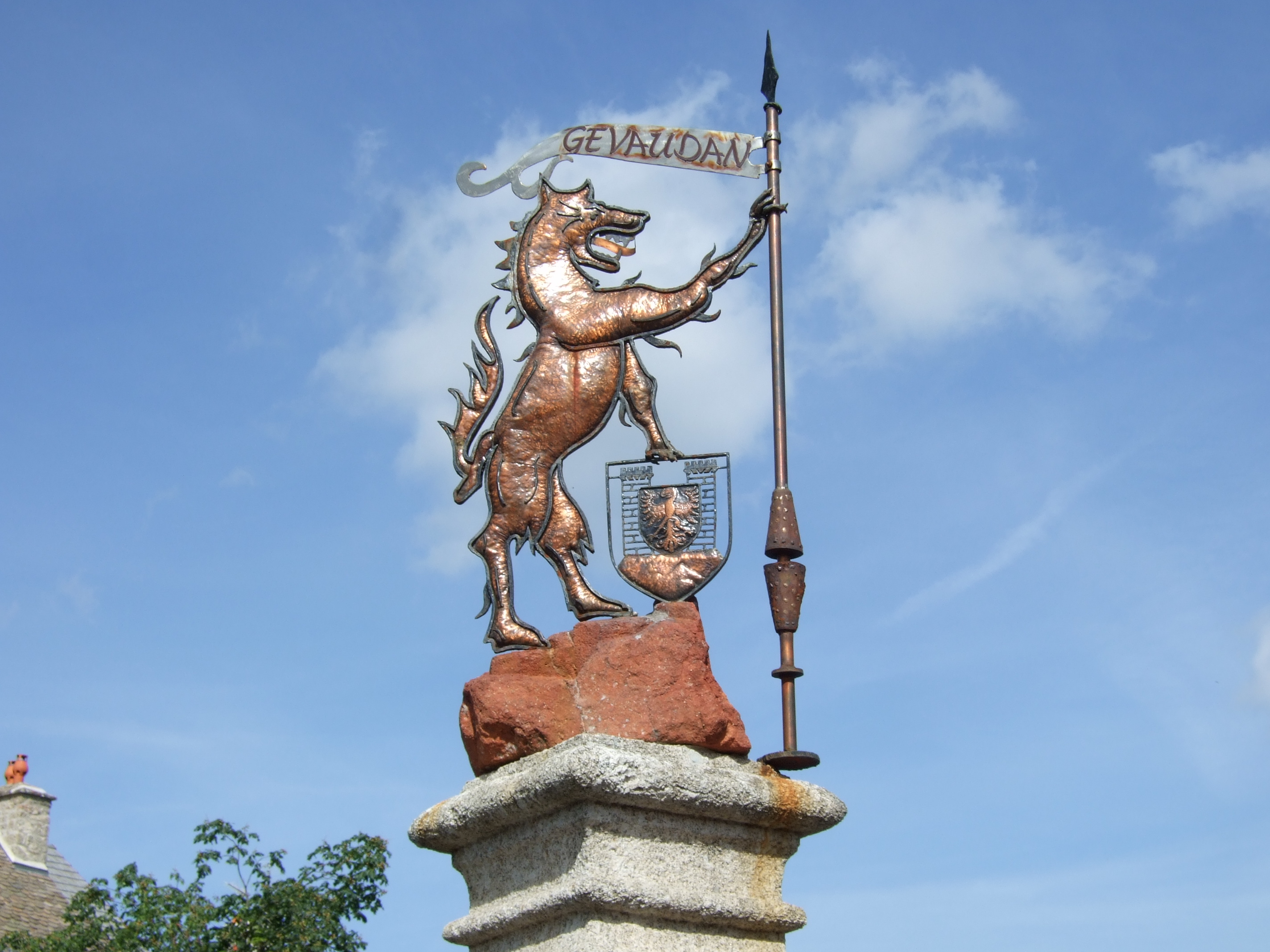
Girouette représentant la Bête du Gévaudan qui tient les armes de la commune.

Aumont-Aubrac  était au carrefour des antiques voies d'Auvergne et de Lyon-Toulouse.
Aumont était une station sur la voie d'Agrippa sur l'axe reliant Javols au Puech Cremat.
À l'époque romane, Aumont faisait partie de la baronnie de Peyre, l'une des huit baronnies du Gévaudan.

## Politique et administration

### Liste des maires
| Période | Période  | Identité     | Étiquette | Qualité                  |
| ------- | -------- | ------------ | --------- | ------------------------ |
| 2017    | En cours | Alain Astruc | DVD       | Conseiller départemental |

| Période | Période | Identité     | Étiquette | Qualité                  |
| ------- | ------- | ------------ | --------- | ------------------------ |
| 2001    | 2016    | Alain Astruc | DVD       | Conseiller départemental |

## Population et société

### Démographie
L'évolution du nombre d'habitants est connue à travers les recensements de la population effectués dans la commune depuis 1793. À partir du 1er janvier 2009, les populations légales des communes sont publiées annuellement dans le cadre d'un recensement qui repose désormais sur une collecte d'information annuelle, concernant successivement tous les territoires communaux au cours d'une période de cinq ans. 
Pour les communes de moins de 10 000 habitants, une enquête de recensement portant sur toute la population est réalisée tous les cinq ans, les populations légales des années intermédiaires étant quant à elles estimées par interpolation ou extrapolation. Pour la commune, le premier recensement exhaustif entrant dans le cadre du nouveau dispositif a été réalisé en 2007,.
En 2014, la commune comptait 1 081 habitants, en évolution de −3,74 % par rapport à 2009 (Lozère : −1,04 %, France hors Mayotte : +2,49 %).
| 1793 | 1800 | 1806  | 1821  | 1831  | 1836  | 1841  | 1846  | 1851  |
| ---- | ---- | ----- | ----- | ----- | ----- | ----- | ----- | ----- |
| 928  | 919  | 1 020 | 1 007 | 1 002 | 1 020 | 1 083 | 1 039 | 1 075 |

| 1856  | 1861  | 1866 | 1872  | 1876  | 1881  | 1886  | 1891  | 1896  |
| ----- | ----- | ---- | ----- | ----- | ----- | ----- | ----- | ----- |
| 1 077 | 1 007 | 999  | 1 038 | 1 055 | 1 246 | 1 161 | 1 263 | 1 298 |

| 1901  | 1906  | 1911  | 1921  | 1926  | 1931  | 1936  | 1946  | 1954  |
| ----- | ----- | ----- | ----- | ----- | ----- | ----- | ----- | ----- |
| 1 282 | 1 318 | 1 357 | 1 226 | 1 173 | 1 095 | 1 200 | 1 113 | 1 010 |

| 1962  | 1968  | 1975  | 1982  | 1990  | 1999  | 2007  | 2012  | 2014  |
| ----- | ----- | ----- | ----- | ----- | ----- | ----- | ----- | ----- |
| 1 116 | 1 037 | 1 034 | 1 049 | 1 050 | 1 031 | 1 099 | 1 097 | 1 081 |

## Culture locale et patrimoine

### Lieux et monuments

#### Bâtiments et lieux publics remarquables
Le bourg, autrefois fortifié, conserve des maisons des XVIe et XVIIe siècles, façades de pierre de taille, aux rez-de-chaussée voûtés s'ouvrant en arceaux. Au-dessus d'une niche vitrée, une pierre sculptée vient peut-être du prieuré : certains y ont vu un svastika, d'autres, plutôt le trigramme JHS (Jesus Hominum Salvator : « Jésus, sauveur des hommes »).

#### Bâtiments religieux
L'église Saint-Étienne : c'est un ancien prieuré bénédictin, remontant à 1061, attesté en 1123, au cœur de la baronnie de Peyre. Très remaniée, des XIIe et XIIIe siècles, elle a conservé son chœur roman et plusieurs chapelles latérales gothiques. Le chevet est en cul-de-four avec des nervures en arc brisé et, à l'intérieur, les chapiteaux sculptés des troncs de colonnes reposant sur des culs-de-lampe. Autres culs-de-lampe à figures humaines au bas des ogives des chapelles et des nervures de la nef. Le clocher, achevé au XIXe siècle, est excentré, au sud-est du chœur. Mobilier et vitraux modernes. Deux copies de  tableaux de Raphaël ː La Vierge au poisson et La Vierge à la chaise.

#### Autres
De la fontaine à la rue de l'église, on peut suivre la rue du Barri-haut ("barri", mot occitan, désigne un faubourg) la place de la Croix (celle d'une mission du XIXe siècle), le Chemin Royal et la place du Cloître.
Au-dessus de la place du Foirail le monument du Sacré-Cœur est une statue représentant Jésus, statue dite du « Christ Roi », haute de plusieurs mètres elle domine le village sur une hauteur nommée Truc del Fabre. Cette statue, œuvre d'un sculpteur Marcel Courbier, a été érigée en 1946 par le curé du village. Elle commémore le fait que la guerre de 1939-1945 n'a pas fait de victime dans le village. Tous les ans, en été, une messe est célébrée au pied de la statue.
On peut aussi y admirer une statue représentant la bête du Gévaudan.

#### Le pèlerinage de Compostelle
Située sur la via Podiensis des chemins de Compostelle, Aumont-Aubrac est une incontournable étape de la traversée des monts d’Aubrac. On y vient de Saint-Alban-sur-Limagnole, la prochaine commune étant Malbouzon. La commune est également un point d'accès au sentier de grande randonnée de pays Tour des Monts d'Aubrac, ainsi que le point de départ du  chemin pèlerin de Saint-Guilhem-le-Désert.

### Images

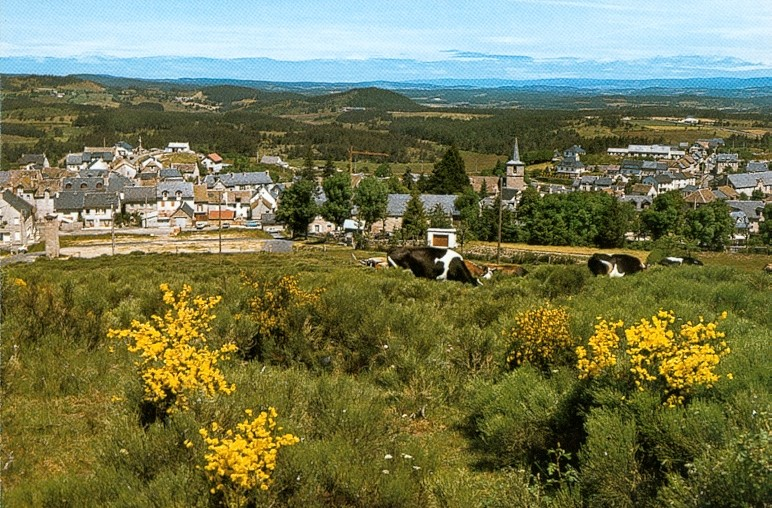
Vue générale du village.
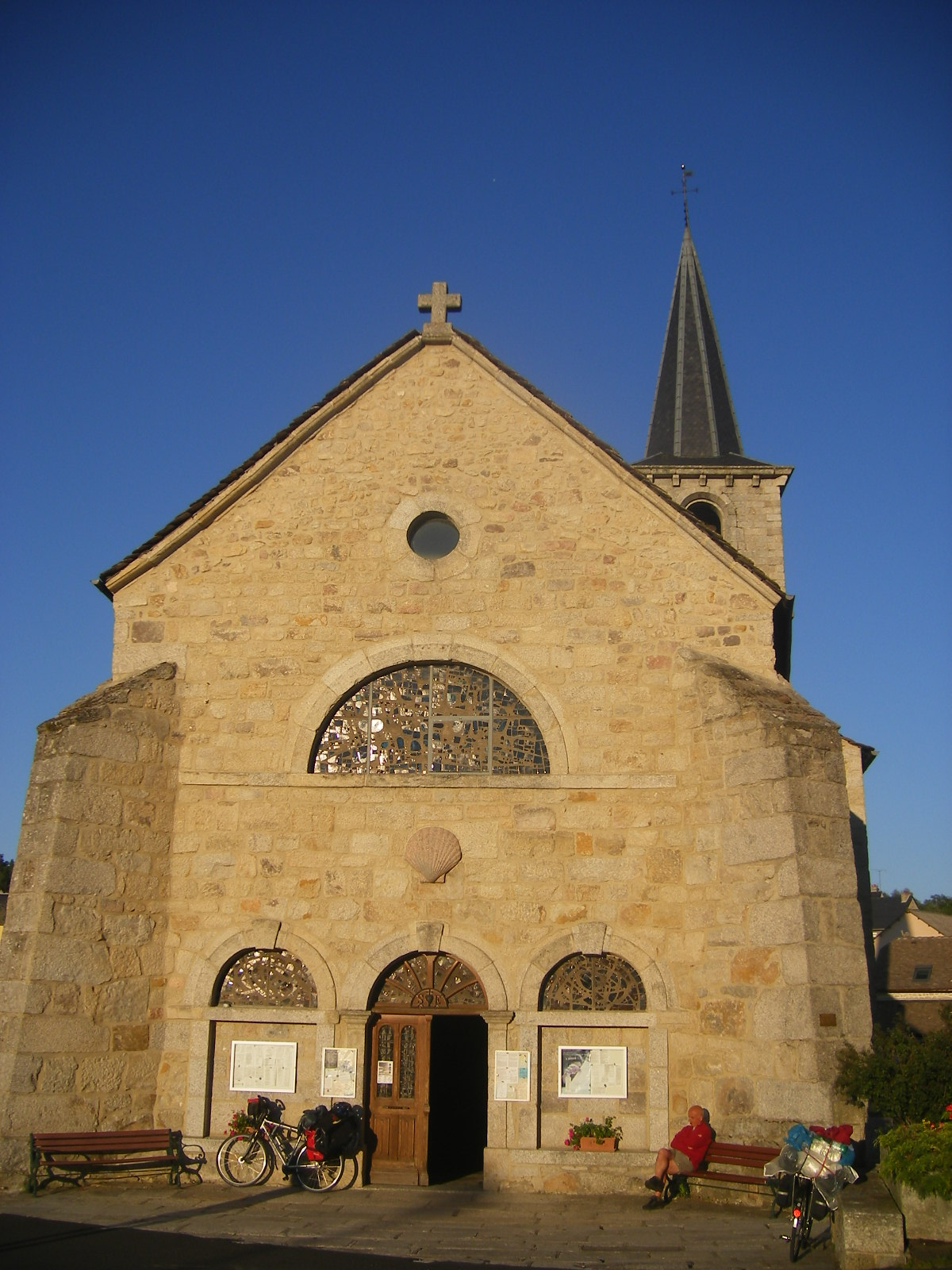
L'église.
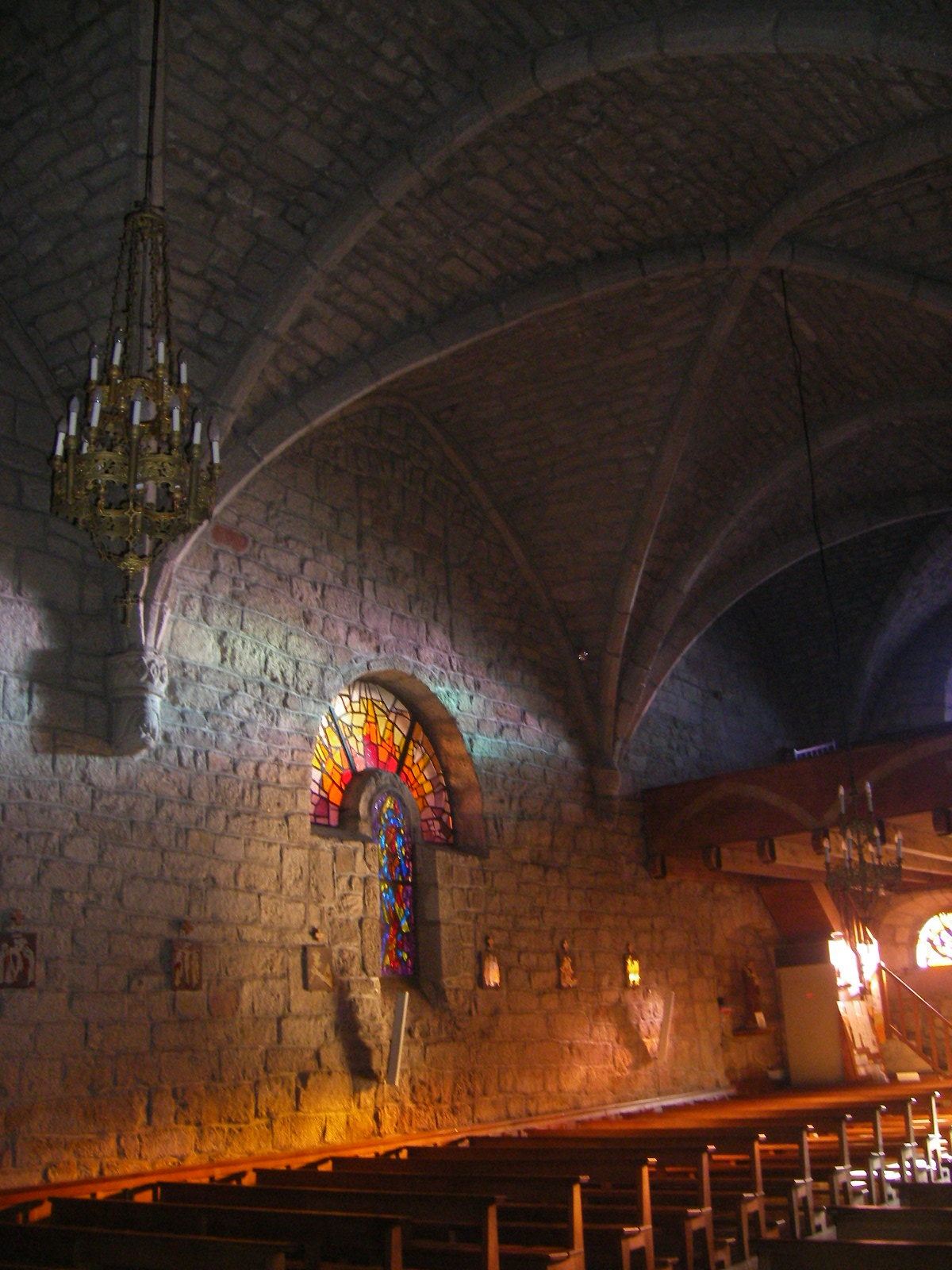
Intérieur de l'église.
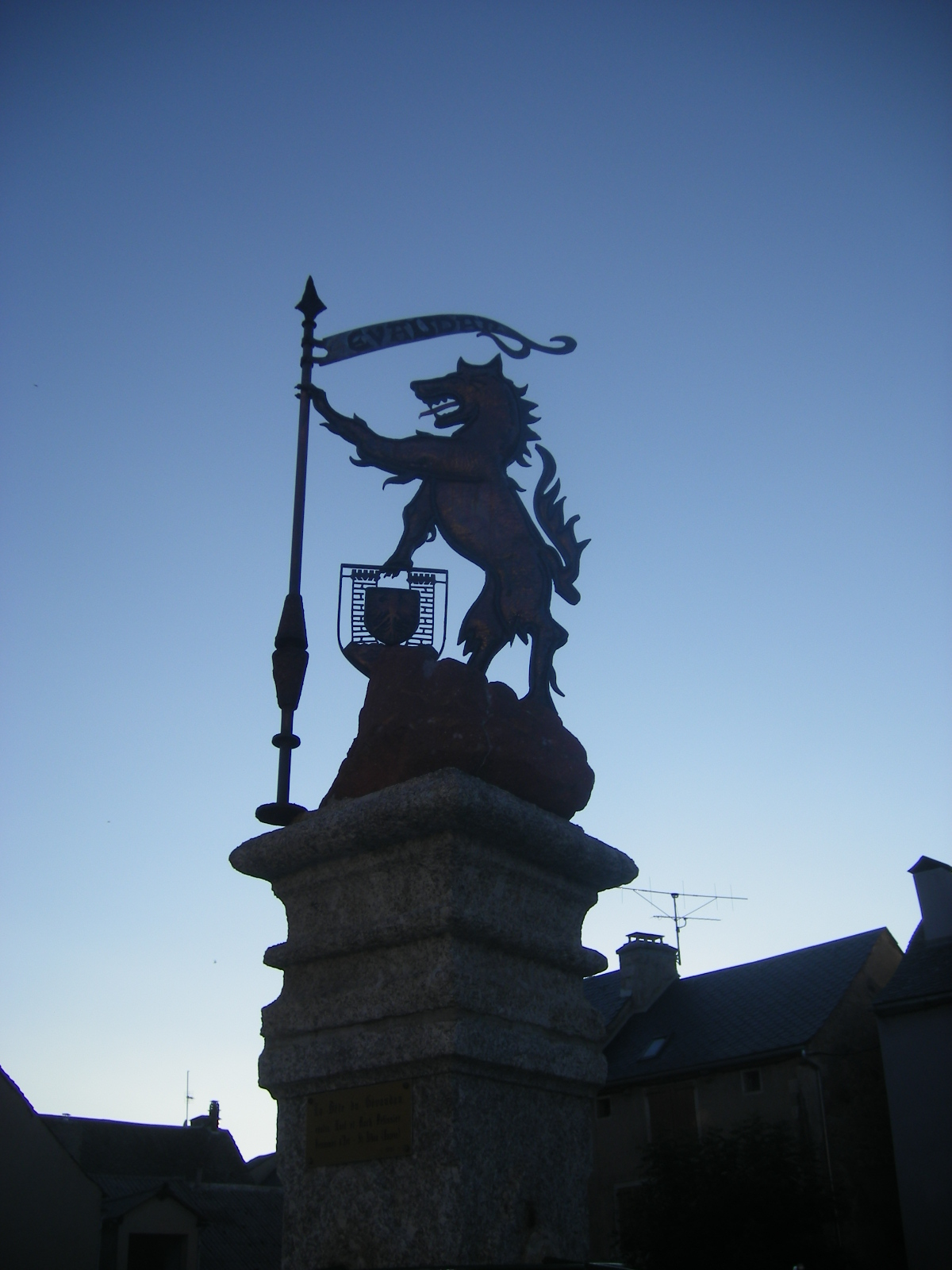
La bête du Gévaudan.
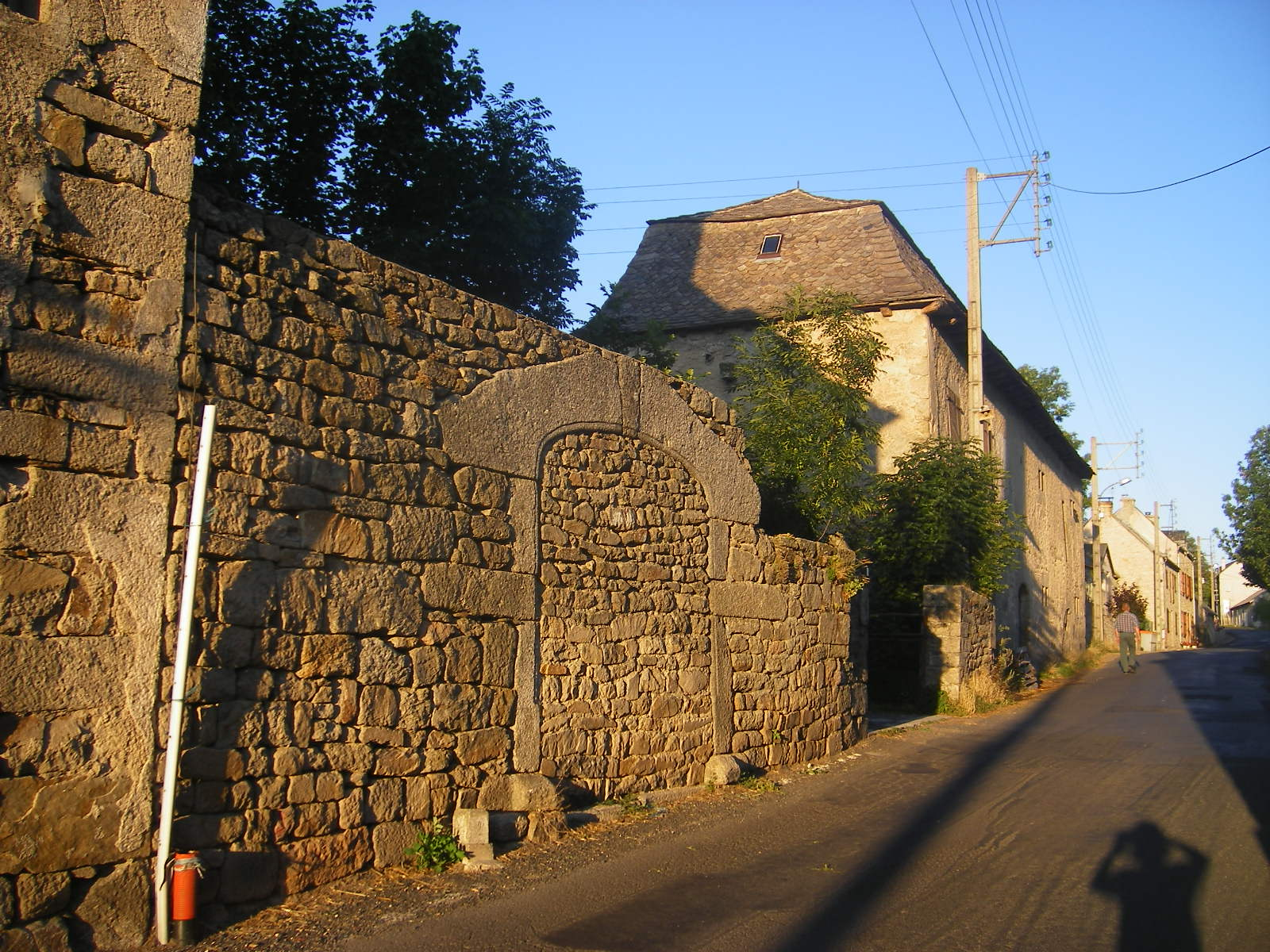
Vestiges de fortifications.
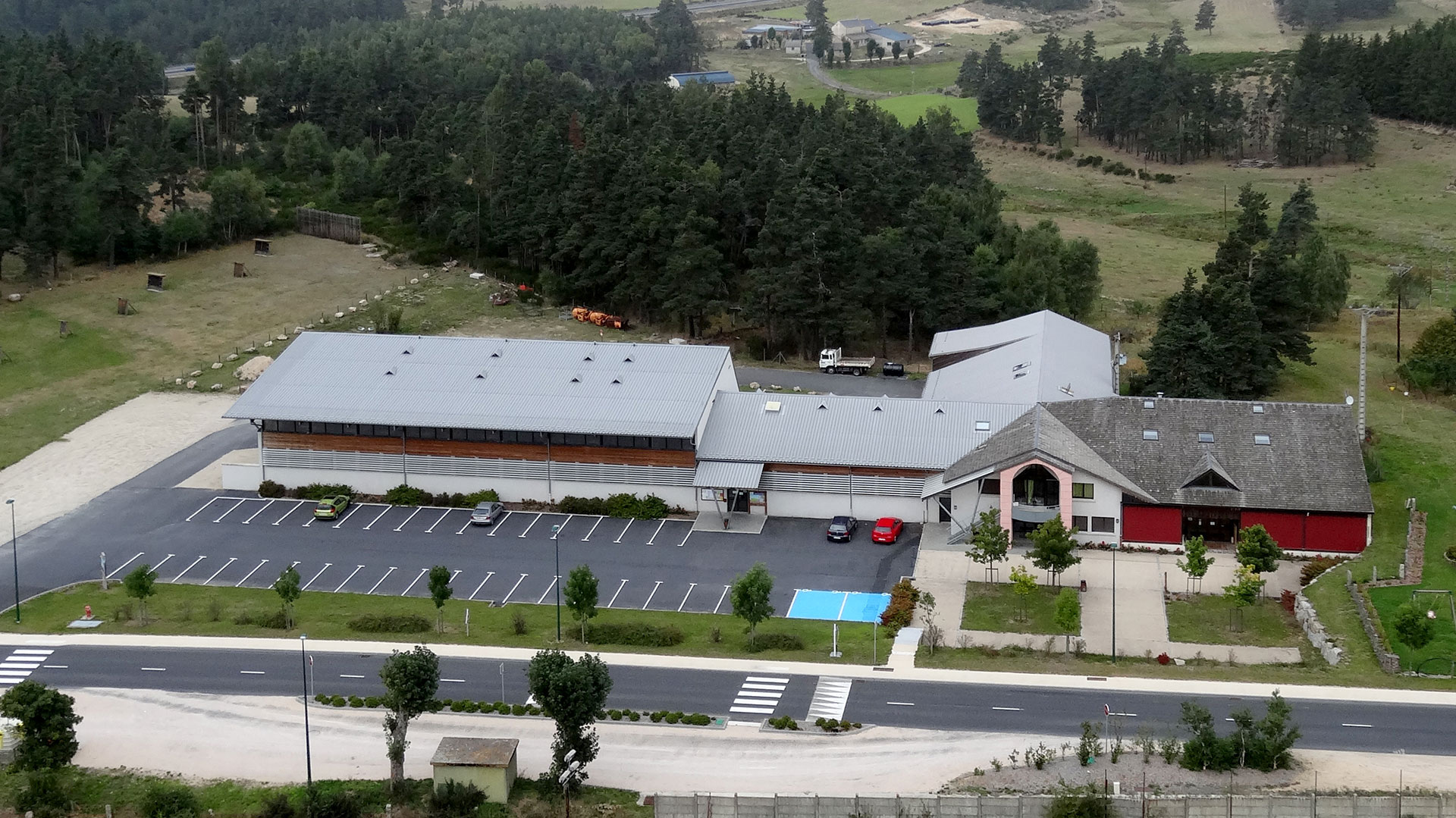
Maison de la Terre de Peyre.

### Personnalités liées à la commune
- Émile Osty (1887-1981), chanoine, auteur d'une traduction renommée de la Bible. Il venait passer chaque année ses vacances à Aumont et c'est là qu'il voulut être inhumé[10].
- Jean Lartéguy, (1920-2011), militaire d'active puis écrivain et journaliste.
- Didier Barbelivien, né en 1954, auteur compositeur.

### Héraldique
| Aumont-Aubrac | Le blasonnement est : de gueules au château d'argent, maçonné de sable, posé sur un roc aussi d'argent mouvant de la pointe et chargé d'un écusson d'or surchargé d'une aigle d'azur |